# Parque República del Ecuador
El parque República del Ecuador es un parque urbano ubicado en Santiago de Chile, en la comuna de Providencia, que forma parte de la red de áreas verdes que se extiende a lo largo de las riberas del río Mapocho. Se inicia al poniente en el puente Padre Letelier (llamado por la calle que continúa al norte y que recuerda al jesuita Fernando Letelier Icaza, o Nueva de Lyon, nombre que también se le da por ser continuación de la calle homónima que queda al sur), inmediatamente después del parque de las Esculturas, y finaliza al oriente en el puente Suecia; en toda su extensión es bordeado por las avenidas Andrés Bello, en el costado sur, y Santa María, en el norte.

## Historia
Esta área verde tomó el nombre de República del Ecuador en 2016 a pedido de la embajada de ese país en Chile, cuya sede se cambió a la comuna de Providencia, concretamente a la avenida Andrés Bello, frente al parque. La misión diplomática solicitó asimismo que se trasladara el busto del general Eloy Alfaro —presidente del Ecuador en dos oportunidades: 1897-1901 y 1906-1911—, que estaba ubicado en avenida Américo Vespucio Norte, en la comuna de Vitacura, frente a la exresidencia del embajador ecuatoriano.
Flanqueada por las avenidas Andrés Bello (sur) y Santa María (norte) y los puentes Letelier (oeste) y Suecia (este), el parque abarca un área de unos 9.500 m². Por debajo del parque pasa un tramo de la autopista Costanera Norte.
La inauguración —así como de las nuevas instalaciones de la misión diplomática— se realizó el 2 de noviembre de 2016, ocasión en que se develó una nueva placa conmemorativa del busto de Eloy Alfaro, que fue trasladado desde su antiguo lugar en Vitacura a la entrada poniente del parque.
La embajada en coordinación con la Municipalidad de Providencia tienen planes de adornar el parque con esculturas y elementos de artistas ecuatorianos y chilenos apropiados para el entorno, lo que permitirá celebrar actos cívicos en esta área verde tanto para "estrechar lazos de la tradicional amistad con Chile", como para "unificar a la comunidad de residentes ecuatorianos en Santiago".